# 阿久津開司
阿久津 開司（あくつ かいじ、1932年2月28日 - 1974年3月14日）は、元競輪選手。現役時代は日本競輪選手会群馬支部に在籍。
日本競輪選手養成所（旧日本競輪学校）が設立される前に選手登録された期前選手で、選手登録番号は496。

## 来歴
1949年4月に開催された「第2回オール群馬自転車早回り競走」で優勝後に競輪選手登録される。
1950年4月23日、ホームバンクである前橋競輪場での開場初開催レースとなった「第11A級2千メートルレース」で1着を取っている。また、同年5月に名古屋競輪場で開催された、第3回全国争覇競輪（現在の日本選手権競輪）で決勝に進出し、宮本義春に次ぐ2着に入った。
1951年3月、西宮競輪場で行われた同競輪場開設2周年記念後節で優勝（当時19歳）。
1952年3月、高松競輪場で開催された第2回全国都道府県対抗争覇競輪の6000m競走で優勝。同年度には立川競輪場後節の立川開設記念でも優勝している。同年11月に後楽園競輪場で開催された全国争覇競輪でも決勝に進出（5着）したが、その後、交通事故に遭い他界した。
1974年3月15日、選手登録消除。